# Сульфоарсенати

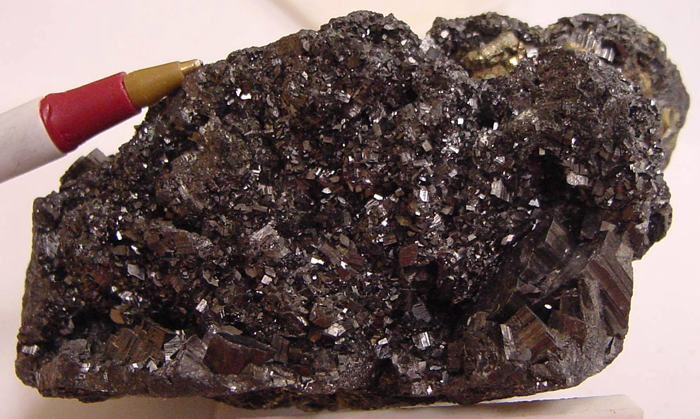
Енаргіт

Сульфоарсенати (рос. сульфоарсенаты, англ. sulphoarsenates, нім. Sulpharsenate n pl) — мінерали класу сульфосолей — сполуки металів з радикалом [AsS4]3- (наприклад, енаргіт — Cu3[AsS4]).